# Ga-Dangme-Sprachen
Die Ga-Dangme-Sprachen sind eine Gruppe eng verwandter Sprachen, die hauptsächlich in der Greater Accra Region Ghanas gesprochen werden. Sie gehören zur Familie der Kwa-Sprachen innerhalb des Niger-Kongo-Sprachstamms. Die beiden Hauptsprachen dieser Gruppe sind Ga und Dangme, wobei Dangme als die ursprünglichere der beiden gilt.

## Verbreitung und Sprecherzahlen

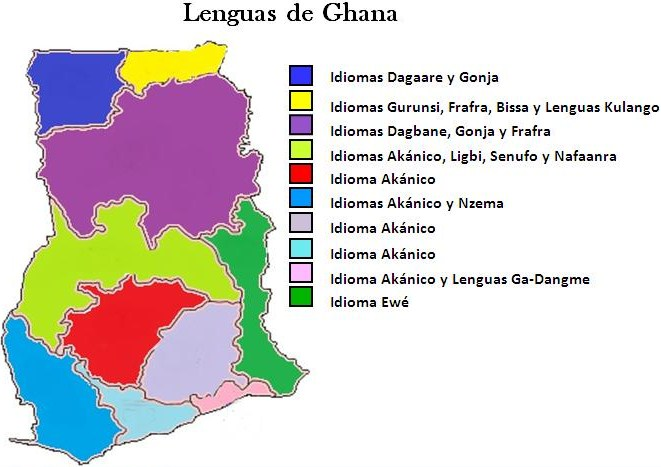
Verbreitung in Ghana (rosa)

Ga wird vorwiegend in den Küstenstädten um Accra und Tema gesprochen, während Dangme weiter verbreitet ist und sich über größere Teile der Greater Accra Region erstreckt. Genaue Sprecherzahlen sind nicht verfügbar, aber die Ga-Dangme-Sprachen stellen eine bedeutende Sprachgruppe in der Region dar. Gemäß der Volkszählung von 2010 wurden 7,4 % der Bevölkerung Ghanas bzw. über 1,7 Millionen Menschen der Ga-Dangme-Ethnie zugeordnet.

## Geschichte und Entwicklung
Mündliche Überlieferungen zufolge sollen die Vorfahren der Ga-Dangme-Völker aus dem Gebiet um den Tschadsee stammen und im 16. Jahrhundert ihr heutiges Siedlungsgebiet erreicht haben.
Linguistische Forschungen von M. E. Kropp Dakubu legen allerdings nahe, dass die Einwanderung der Ga-Dangme-sprechenden Völker wahrscheinlich schon um 1400 n. Chr. abgeschlossen war. Die Ga-Sprache als eigenständige Variante entwickelte sich vermutlich erst ab dem 17. Jahrhundert an der Küste.

## Sprachliche Merkmale
Ga und Dangme weisen als Kwa-Sprachen typische Merkmale dieser Sprachfamilie auf:
- Sie sind Tonsprachen mit drei Tonhöhen: tief, mittel und hoch.
- Die Bedeutung von Wörtern kann sich je nach Tonhöhe ändern.

Es gibt aber auch einige spezifische Merkmale:
- Die Verwendung eines modifizierten lateinischen Alphabets mit zusätzlichen Zeichen für spezielle Laute.
- Das Vorkommen von Digraphen und Trigraphen, die als einzelne Laute ausgesprochen werden.
- Vokallänge als bedeutungsunterscheidendes Merkmal.

Dangme gilt als näher an der ursprünglichen Ga-Dangme-Sprache, während Ga im Laufe der Zeit stärkere Veränderungen durchlaufen hat.
Beide Sprachen haben viele Gemeinsamkeiten im Kernvokabular. Unterschiede gibt es in der Grammatik, insbesondere bei den Verbphrasen.

## Dialekte und Varianten
Innerhalb der Dangme-Sprache gibt es mehrere Dialekte, die mit verschiedenen Untergruppen der Dangme assoziiert sind, darunter Ada, Krobo, Ningo, Osudoku, Prampram und Shai. Die Ga-Sprache weist weniger dialektale Variation auf.

## Schriftsystem und Literatur
Die Entwicklung eines Schriftsystems für Ga-Dangme begann mit der Arbeit von Missionaren im 19. Jahrhundert. Die ersten literarischen Werke in Dangme entstanden nach der Entwicklung einer Orthographie für die Ga-Sprache.
Ein bedeutendes frühes Werk war die Übersetzung des Buches Jona durch Basler Missionare. Carl Christian Reindorf modifizierte 1857 die Ga-Orthographie, um sie für Dangme anzupassen, und verfasste den ersten bekannten Hymnus in Dangme.

## Einflüsse anderer Sprachen
Die Ga-Dangme-Sprachen haben im Laufe der Zeit Lehnwörter aus verschiedenen Quellen aufgenommen:
- Guan und Fanti (benachbarte afrikanische Sprachen)
- Niederländisch (z. B. kakalika für Kakerlake, sakis für Schere)
- Portugiesisch (z. B. asepatre für Schuh, goa für Guave)
- Deutsch (besonders in der Schreibweise biblischer Namen wie Yohanne, Yehowa, Mose, Tito)